# Freak Out (attraction)

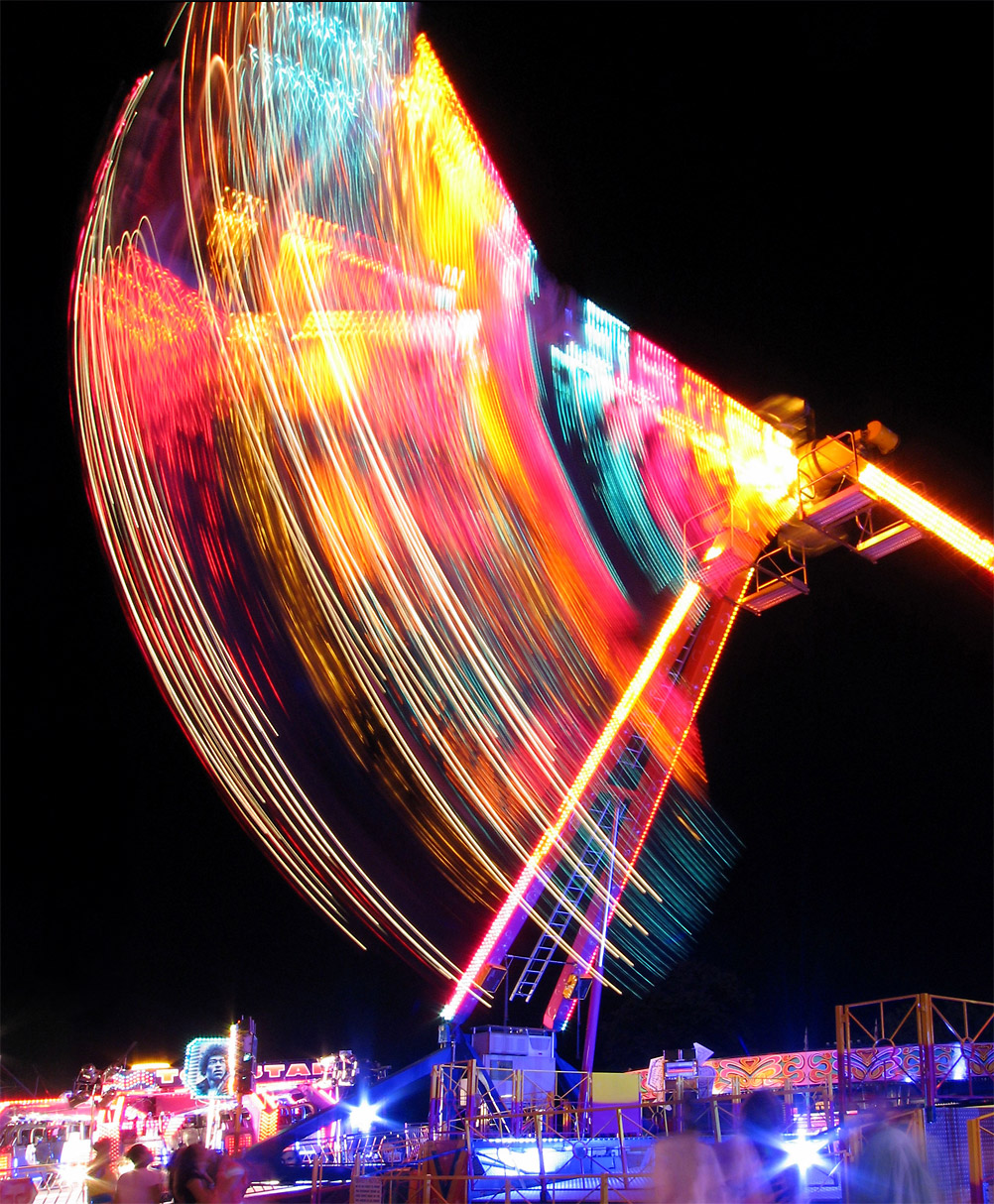
Vue nocturne de l'attraction lors de son balancement maximal.

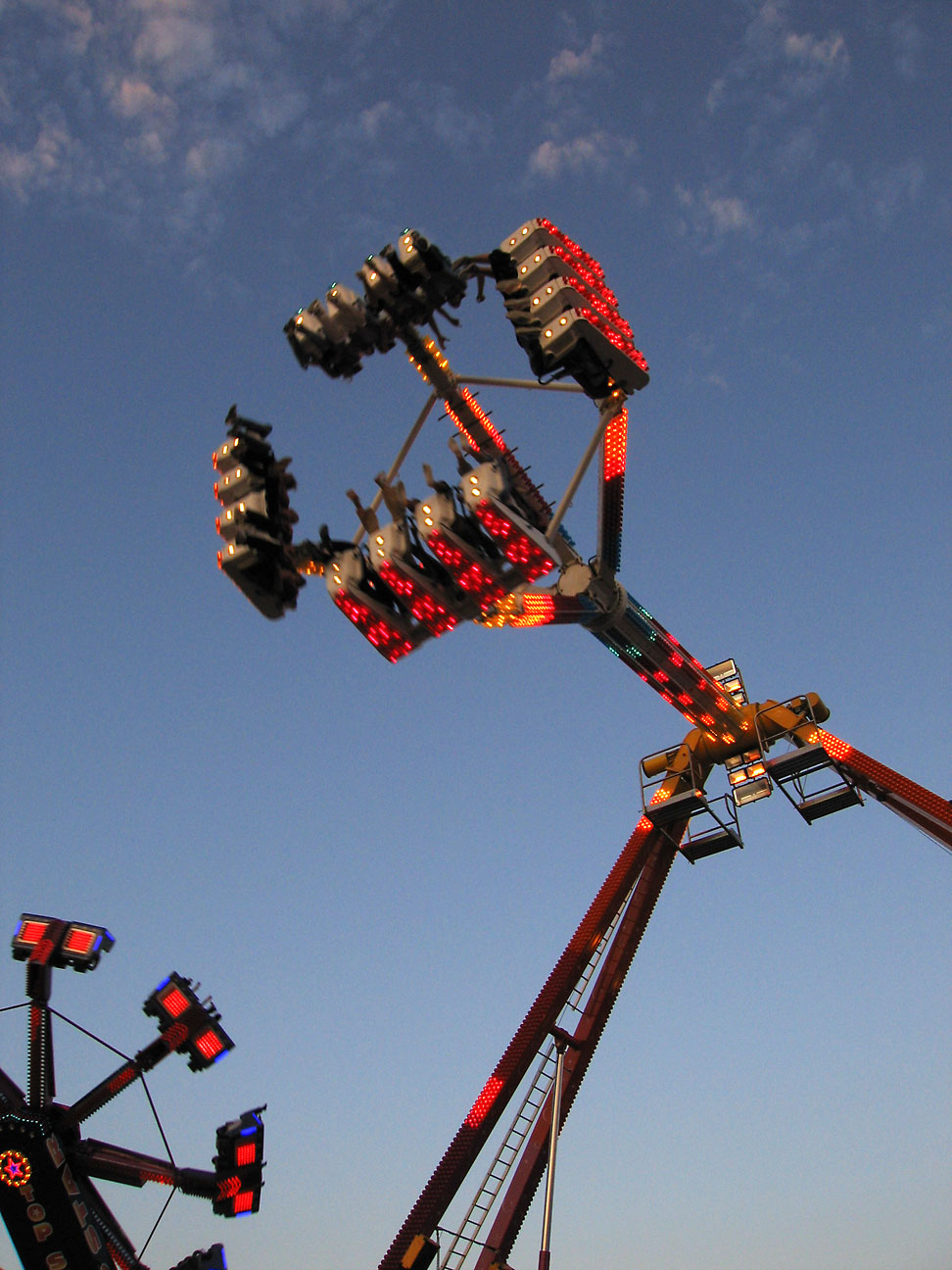
L'attraction lors d'un balancement 90°, montrant la nacelle ainsi que ses passagers les pieds flottant dans le vide.

Un Freak Out est une attraction de type pendule, principalement utilisée dans les parcs d'attractions et les fêtes foraines. C'est une version réduite de attraction Afterburner (Fireball) développée elle aussi par KMG aux Pays-Bas.
En France, il n'en existe qu'un seul et unique modèle transportable, le Spring Break.

## Concept et opération
L'attraction Freak Out est une version simplifiée de l'Afterburner/Fireball produite KMG basée elle sur le Frisbee de Huss Rides. Le principe est de modifier la forme circulaire de la nacelle. Ainsi l'Afterburner possède une forme hexagonale tandis que le Freak Out est carré.
Les passagers s'installent les uns en face des autres dans des fauteuils suspendus autour du disque situé à l'extrémité du bras du pendule. Le pendule est supporté par de support en forme de A haut de 13 m et lesté par de l'eau. Durant le balancement du bras, le pendule décrit un arc maximal de 120° atteignant la hauteur de 22 m. Durant le balancement, le disque tourne autour de l'axe du bras. Contrairement à un Afterburner ou d'autres variantes d'attractions pendulaires, le balancement de la nacelle se fait d'avant en arrière par rapport au public (et non pas de gauche à droite).

## Variantes
Billabong : produit par kmg (6 nacelles) 
- Afterburner/Fireball produite KMG à 6 nacelles (antérieur au Freak Out)
- Street Fighter (Technical Park), 4 nacelles.